# ハッキリ5〜そんなに好かれていない5人が世界を救う〜
『ハッキリ5〜そんなに好かれていない5人が世界を救う〜』（ハッキリファイブ そんなにすかれていないごにんがせかいをすくう）は、朝日放送製作のトークバラエティ番組である。制作局の朝日放送では2016年4月10日から同年9月25日まで、毎週日曜 23:15 - 翌0:10 （日本標準時）に放送されていた。

## 概要
小籔千豊と山里亮太をはじめとする「ハッキリ5」のメンバーが、日常の些細な出来事から社会問題に至るまでを本音トークで「ぶった斬」っていく深夜番組。小籔と山里たちは毎回3つのテーマを取り上げ、それらについて本音で語り合う。
番組は2015年10月17日（土曜）に一度パイロット版を、2016年4月9日（土曜）に特別編を放送した後、同年4月10日にレギュラー放送を開始した。番組自体は朝日放送ほか一部のテレビ朝日系列局で放送された。
番組タイトルの表記には揺れがあり、制作協力をしている吉本興業の公式サイトとEPGにおいては表題通りの表記が用いられているが、朝日放送の公式サイトにおいては表題通りの表記と「ハッキリ5 そんなに好かれていない5人が世界を救う」表記が混在している。
番組は基本的には関西ローカルだが、第1・2回目放送分の収録は東京メディアシティ（東京都世田谷区）で行われた。パイロット版はスタジオアルタで収録され、第3回目以降放送分は大阪本社のスタジオで収録が行われている。
当番組は2016年9月25日で終了し、併せて2011年10月9日開始の『東西芸人いきなり!2人旅』から続いた日曜23時台の自社制作枠は一旦廃枠となり、テレビ朝日系で当該時間帯に放送されている『関ジャム 完全燃SHOW』を同時ネットするようになった（ただし、2018年4月1日まで）。
放送期間中はTVerで朝日放送終了後に本番組の見逃し配信を行っていたため、インターネット接続環境があれば日本中のどこにいても視聴可能だった。

2020年8月下旬よりU-NEXTで過去レギュラー放送分のうち17回分の一括配信を開始した。

## 出演者
- ハッキリ5 レギュラーメンバー
  - 小籔千豊（吉本新喜劇）
  - 山里亮太（南海キャンディーズ）
- ハッキリ5 週替わりメンバー
  - 毎回3人が出演。
- そこそこ画ヅラを明るくするアナウンサー
  - ヒロド歩美（朝日放送アナウンサー）
  - このほか、毎回1人の女性芸能人が「画ヅラを明るくするゲスト」として出演する。
- 「必殺!子役人」子役人リポーター
  - 植垣結菜（VTR出演）

## 放送リスト

### パイロット版
| 回 | 放送日                    | 放送内容                  | メンバー | ゲスト     |
| -- | ------------------------- | ------------------------- | --- | ---------- |
| 1  | 2015年10月17日 0:24〜1:24 | 「女」 「芸能界」 「SNS」 | 山里亮太（南海キャンディーズ） 黒沢かずこ（森三中） 小籔千豊 石田明（NON STYLE） 鈴木拓（ドランクドラゴン） | おのののか |

### レギュラー版
| 回 | 放送日        | 放送内容                                                                              | 週替りメンバー                                                               | ゲスト     |
| -- | ------------- | ------------------------------------------------------------------------------------- | ---------------------------------------------------------------------------- | ---------- |
| 1  | 2016年4月10日 | 「女」 「芸能界」 「プロ」                                                            | 黒沢かずこ（森三中） 板倉俊之（インパルス） 鈴木拓（ドランクドラゴン）       | 中村静香   |
| 2  | 2016年4月17日 | 「男」 「流行」 「酒」                                                                | 黒沢かずこ（森三中） 石田明（NON STYLE） 鈴木拓（ドランクドラゴン）          | 橋本マナミ |
| 3  | 2016年4月24日 | 「金」 「巷」 「美女」                                                                | 黒沢かずこ（森三中） 多田健二（COWCOW） 鈴木拓（ドランクドラゴン）           | 磯山さやか |
| 4  | 2016年5月1日  | 「正義」 「スマホ」 ロケ企画 「必殺!子役人」                                          | 黒沢かずこ（森三中） 多田健二（COWCOW） 鈴木拓（ドランクドラゴン）           | 原幹恵     |
| 5  | 2016年5月8日  | 「東京」 「ギョーカイ」 「悔しいけど○○に負けた」                                      | 山崎静代（南海キャンディーズ） 西田幸治（笑い飯） 鈴木拓（ドランクドラゴン） | 菊地亜美   |
| 6  | 2016年5月15日 | 「ファッション」 「旅」 ロケ企画 「必殺!子役人」                                      | 山崎静代（南海キャンディーズ） 西田幸治（笑い飯） 鈴木拓（ドランクドラゴン） | 丸高愛実   |
| 7  | 2016年5月22日 | 「自慢」 「テレビ」 「ことわざ」                                                      | 黒沢かずこ（森三中） カンニング竹山 板倉俊之（インパルス）                   | 重盛さと美 |
| 8  | 2016年5月29日 | 「結婚」 「天才」 ロケ企画 「必殺!子役人」                                            | 黒沢かずこ（森三中） カンニング竹山 板倉俊之（インパルス）                   | 手島優     |
| 9  | 2016年6月5日  | 「悪しき習慣」 「ケンカ」 「惜しい人」                                                | 鈴木拓（ドランクドラゴン） ダイアン （西澤裕介・津田篤宏）                   | 吉木りさ   |
| 10 | 2016年6月12日 | 「ウザい家族」 「飲食」 ロケ企画 「必殺!子役人」                                      | 鈴木拓（ドランクドラゴン） ダイアン （西澤裕介・津田篤宏）                   | IMALU      |
| 11 | 2016年6月19日 | 「無駄」 「婚活」 「名言」                                                            | 黒沢かずこ（森三中） 勝俣州和 てつじ（シャンプーハット）                     | 筧美和子   |
| 12 | 2016年6月26日 | 「格差」 「カリスマ」 ロケ企画 「必殺!子役人」                                        | 黒沢かずこ（森三中） 勝俣州和 てつじ（シャンプーハット）                     | 川崎希     |
| 13 | 2016年7月3日  | 「ズルい女」 「大阪」 「世界のハッキリ論」                                            | 光浦靖子（オアシズ） 兵動大樹（矢野・兵動） 西田幸治（笑い飯）               | 朝比奈彩   |
| 14 | 2016年7月24日 | 「なんか嫌」 「先輩」 ロケ企画 「必殺!子役人」                                        | 光浦靖子（オアシズ） 兵動大樹（矢野・兵動） 西田幸治（笑い飯）               | 稲村亜美   |
| 15 | 2016年8月14日 | お盆の深夜に、激アツ！胸アツ！未公開スペシャル 「女」 「業界」 「小籔の闇・山里の闇」 | -                                                                            | -          |
| 16 | 2016年8月28日 | 「イラッとする夏」 「嘘」 「世界のハッキリ論」                                        | 黒沢かずこ（森三中） 中川剛（中川家） 田中卓志（アンガールズ）               | ラブリ     |
| 17 | 2016年9月4日  | 「学生時代」 「忘れられない一言」 ロケ企画 「必殺!子役人」                            | 黒沢かずこ（森三中） 中川剛（中川家） 田中卓志（アンガールズ）               | 祥子       |
| 18 | 2016年9月11日 | 「肌が合わん」 「ハッキリ法制定」 特別企画 「水着オーディション」                     | 羽田圭介 鈴木拓（ドランクドラゴン） 誠子（尼神インター）                     | 夏川純     |
| 19 | 2016年9月18日 | 「公衆の面前」 「初体験」 ロケ企画 「必殺!子役人」                                    | 鈴木拓（ドランクドラゴン） ダイアン （西澤裕介・津田篤宏）                   | 杉原杏璃   |
| 20 | 2016年9月25日 | 「○○フィーバー」 「最後やから言わしてもらうけど」                                     | 秋山竜次（ロバート） 黒沢かずこ（森三中） 西田幸治（笑い飯）                 | 中村静香   |

## エンディングテーマ
- 間慎太郎「五月になれば」（2016年4月10日 - 5月29日[3]）
- ユナク from 超新星「COME ON!!!」（2016年6月5日 - 7月24日）
- MK-twinty「ラストチャンス〜女子道〜」（2016年8月14日 - 9月25日）

## ネット局
| 放送対象地域 | 放送局                 | 系列           | 放送期間                     | 放送日時                     | 備考   |
| ------------ | ---------------------- | -------------- | ---------------------------- | ---------------------------- | ------ |
| 近畿広域圏   | 朝日放送（ABC）        | テレビ朝日系列 | 2016年4月10日 - 9月25日      | 日曜 23:15 - 翌0:10          | 制作局 |
| 静岡県       | 静岡朝日テレビ（SATV） | テレビ朝日系列 | 2016年4月22日 - 10月7日      | 金曜 0:55 - 1:55（木曜深夜） |        |
| 石川県       | 北陸朝日放送（HAB）    | テレビ朝日系列 | 2016年5月7日 - 12月10日      | 土曜 15:55 - 16:55           |        |
| 福岡県       | 九州朝日放送（KBC）    | テレビ朝日系列 | 2016年7月9日 - 2017年1月21日 | 土曜 0:50 - 1:43（金曜深夜） | [ 4 ]  |
| 山形県       | 山形テレビ（YTS）      | テレビ朝日系列 | 2017年4月9日 - 9月24日       | 日曜 1:00 - 1:55（土曜深夜） |        |

### ネット配信
| 配信元 | 配信対象               | 備考            |
| ------ | ---------------------- | --------------- |
| U-NEXT | レギュラー回のうち17回 | 3回分配信対象外 |